# Podwinie
Podwinie (ukr. Підвиння) – wieś na Ukrainie w rejonie rohatyńskim obwodu iwanofrankiwskiego.